# Хилијард (Охајо)
Хилијард (енгл. Hilliard) град је у америчкој савезној држави Охајо.

## Демографија
По попису из 2010. године број становника је 28.435, што је 4.205 (17,4%) становника више него 2000. године.
| Група             | 2000.          | 2010.          |
| Белци             | 22.268 (91,9%) | 24.798 (87,2%) |
| Афроамериканци    | 357 (1,5%)     | 840 (3,0%)     |
| Азијати           | 844 (3,5%)     | 1.595 (5,6%)   |
| Хиспаноамериканци | 426 (1,8%)     | 663 (2,3%)     |
| Укупно            | 24.230         | 28.435         |